# Holden (Maine)
Holden – miasto w Stanach Zjednoczonych, w stanie Maine, w hrabstwie Penobscot.